# Cacopsylla picta
Cacopsylla picta är en insektsart som först beskrevs av W. Foerster 1848.  I den svenska databasen Dyntaxa används istället namnet Cacopsylla costalis. Cacopsylla picta ingår i släktet Cacopsylla och familjen rundbladloppor. Arten är reproducerande i Sverige. Inga underarter finns listade i Catalogue of Life.